# Вавич, Михаил Иванович
Михаи́л Ива́нович Ва́вич (1876, Одесса, Российская империя — 5 октября 1930, Голливуд, Калифорния, США) — русский артист черногорского происхождения, артист оперетты (бас), популярный исполнитель романсов, киноактёр немого кино России и США. В конце 1920-х годов получил широкую известность как голливудский актёр второго плана.

## Биография
Родился в Одессе, в дворянской семье выходцев из Черногории.
В 1905—1918 годах Михаил Вавич выступал в петербургских театрах «Буфф», «Палас», в Москве в театрах Я. В. Щукина, А. Э. Блюменталь-Тамарина, И. С. Зона. По мнению критиков и публики, Вавич обладал ярким сценическим дарованием и имел красивый, от природы поставленный голос.
Большую роль в сценической биографии певца сыграла встреча с петербургским меценатом Петром Тумпаковым, владельцем частной оперетты в «саду Буфф». Впервые на сцене в Санкт-Петербурге Михаил Вавич выступил в 1905 году в составе труппы под руководством А. А. Брянского в частной оперетте П. В. Тумпакова.
Стал заметен и выдвинулся на первые роли после исполнения роли виконта Каскада на премьере оперетты «Весёлая вдова» Франца Легара, в театре «Буфф» на открытии зимнего сезона в октябре 1906 года. В оригинальной версии оперетты Ф. Легара партия виконта Каскада весьма небольшая и, в основном, представляет собой набор комических куплетов. Для своей постановки режиссёр Брянский использовал вставной номер «Качели» (музыка В. Холлендера), на основе увиденной им однажды оригинальной программы в берлинском театре-варьете «Винтергартен». Для этого номера на театральной сцене разместили конструкцию качелей, довольно внушительных размеров на которых раскачивался целый букет артисток оперетты, пролетая при этом над первыми рядами. А рядом стоял молодой певец Михаил Вавич, уже знакомый петербургской публике, и мелодично напевал песенку про качели: «Тихо и плавно качаясь…». Зрителям этот номер особенно запомнился и имел триумфальный успех, а в впоследствии был растиражирован всеми российскими опереточными театрами. Уже через месяц можно было приобрести ноты «Качелей» с портретом Михаила Вавича, вскоре были выпущены и записи на грампластинках.
В первые годы артист получил лучшие роли почти во всех основных постановках труппы театра «Буфф». Одновременно началась активная концертная деятельность, выступления на эстраде обеих столиц и гастроли по стране. Новая ступень успеха пришла к Вавичу после выступления в оперетте Валентинова «Ночь любви» — и снова, благодаря вставному номеру. По ходу действия он взял в руки гитару и спел «Очи чёрные». Успех превзошёл все ожидания. Пластинки и ноты с записью этого романса пользовались большой популярностью по всей России.:130-131
Начиная с сезона 1908/1909 г. Михаил Вавич стал актёром труппы московского театра «Эрмитаж». Получив признание московской публики в своих коронных опереточных ролях, Вавич раскрывает и новые грани своего таланта. Особенно большой популярностью пользовались сатирические музыкальные обозрения на злобу дня, которые регулярно шли в театре «Эрмитаж». Одно из них под названием «Москва ночью», в котором А. С. Пушкин и Н. В. Гоголь сходили с пьедесталов своих памятников и отправлялись осматривать ночную столицу, что превращалось в целый набор искромётных сатирических сценок. Пушкина великолепно играл Михаил Вавич, Гоголя — Николай Монахов, оба были превосходно загримированы.

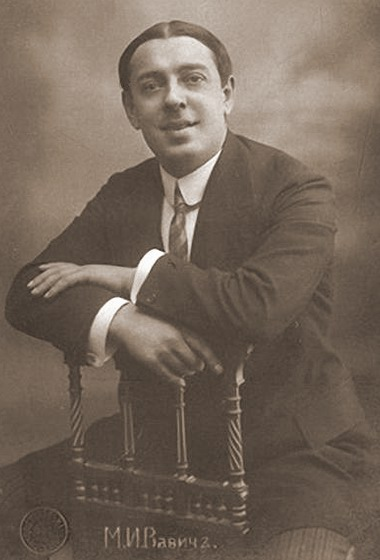
Михаил Вавич (1914 год)

В то же время в Петербурге Вавич познакомился и близко сошёлся с Юрием Морфесси, популярным исполнителем русских и цыганских романсов. Вскоре Вавич и Морфесси стали регулярно давать совместные концерты. Они выходили на сцену как братья-близнецы, одетые стилизованным образом: в одинаковых плисовых шароварах, высоких сапогах и поддёвках, а затем и пели почти в одной манере, копируя цыганскую интонацию «со слезой» и надрывом. Среди эстрадной публики в шутку говорили: «Родились в Одессе — Вавич и Морфе́сси». Проникнувшись новым сценическим образом, Вавич сочинил романс в цыганском духе имевший большой успех — «Грусть и тоска безысходная». Запись романса неоднократно выпускалась на грампластинках до 1917 года (и даже позже во времена НЭПа). Впрочем, этот романс так и остался единственной известной вещью его собственного сочинения. По свидетельству любителей концертного репертуара певца, особенно сильно Вавичу удавался романс «Время изменится» на слова и музыку Бориса Борисова, популярного артиста театра Корша.:131
Едва ли не самым расхожим шлягером почти на полтора десятка лет стал романс Михаила Штейнберга «Вот, что наделали песни твои!» в исполнении Вавича. Этот романс тогда уже использовали в своём репертуаре известные представительницы жанра Раиса Раисова и Наталья Тамара. Но российское отделение фирмы «Граммофон» не прогадало, выпустив в 1906 году в Петербурге пластинки с записью Михаила Вавича. Интерпретация Вавича имела все признаки «жестокого жанра», он исполнял романс в сентиментальном духе со всхлипываниями и рыданиями. Успех был оглушительным. Запись этого романса постоянно переиздавалась на пластинках многотысячными тиражами.
Помимо работы на театральной и концертной сцене Михаил Вавич начинает сниматься в кино. В период до 1917 года — на студии Ханжонкова и ряде других. Большинство из отечественных кинокартин с его участием утрачено. Единственный сохранившийся немой фильм — это «Цыганские романсы», попытка экранизации отрывков из пользовавшейся большой популярностью в 1900—1910-е годы оперетты-мозаики «Цыганские песни в лицах» Николая Северского.
В 1914 году Михаил Вавич женился на Татьяне Павловой — драматической актрисе, работавшей в театре Суходольских, открытом в 1914 году в московском саду «Эрмитаж». В том же году Павлова сыграла свою первую кинороль в немом фильме «Человек — не дерево» (1914, режиссёр А. Гарин, фильм не сохранился). В дальнейшем, уже как актёрский дуэт, Михаил Вавич и Татьяна Павлова сыграли в целом ряде отечественных и зарубежных кинофильмов.
Так, в конце 1915 года молодой режиссёр Яков Лейн снял игровой кинофильм (на основе одноимённого романса) «Вот, что наделали песни твои!». Михаил Вавич сыграл в нём главную роль, вместе со своей супругой, Татьяной Павловой. По своему стилю кинокартина была выдержана в таком же «жестоком» стиле, как и романс, исполнявшийся Вавичем с рыданиями, надрывом и слезой в голосе. Кинолента считается утраченной.
В 1916 году на экраны выходит эффектная драма из жизни полусвета «Если хочешь цепей и насилий, то полюби», в главных ролях — Вавич (Глинский, молодой прожигатель жизни), Т. Павлова (Елена Простова). В том же году Вавич снялся в киноленте «О, как убийственно мы любим» совместно с Т. Павловой и с Ю. Морфесси.

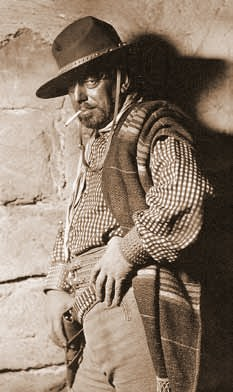
Михаил Вавич в роли ковбоя («Голубка», 1928 год)

События 1917 года сначала заставили Вавича прекратить свои выступления в театрах и на эстрадах Петербурга и Москвы, а затем и вовсе покинуть Россию. В начале 1918 года, спасаясь от голода и террора, большая группа артистов во главе с Вавичем и Кавецкой выехала на Украину, где была возможность выступать в разных театрах и ангажементах. Затем гастроли импровизированной антрепризы постепенно переместились в Европу, долгое время продолжаясь в Польше, Румынии, Австрии, Германии, Франции и в других странах. В этот период Михаил Вавич возобновил выступления с сольными концертами, исполняя романсы и арии из оперетт.
В первые годы эмиграции успел сняться вместе с Татьяной Павловой в итальянской кинокартине «Роковая орхидея» (1920).
Вавич был приглашён в труппу театра-кабаре «Летучая мышь» под руководством Никиты Балиева. Театр с успехом гастролировал по Европе и Америке. Выступая в программе театра «La Chauve-Souris» в Париже (на сцене театра Феми́на), Вавич исполнял инсценировку романса «Черные гусары». Затем были гастроли театра по Испании. Осенью 1921 года труппа Н. Балиева выступала в Лондоне (на сцене театра Аполло). А затем, в Нью-Йорке, в течение сезонов 1922—1923 гг., в пользовавшемся шумным успехом ревю «La Chauve-Souris» на Бродвее. После чего гастроли продолжились на западном побережье США — Голливуд, Лос-Анджелес.
В середине 1920-х Михаил Вавич решил прекратить кочевую жизнь и окончательно перебрался в США. Жил и работал в Лос-Анджелесе. Периодически выступал в оперетте. С 1925 года начал сниматься в Голливуде, дебютировав в комедии Дмитрия Буховецкого «Лебедь» (1925), в роли полковника Вундерлиха. Вавич чаще всего играл гангстеров, карточных шулеров и других отрицательных персонажей. Именно в этом амплуа он добился успеха как исполнитель ролей второго плана в Голливуде (например, в известной картине режиссёра Льюиса Майлстоуна «Два аравийских рыцаря»).
Но были не только успешные проекты. Так, например, одна из картин с Вавичем — ныне полностью забытая романтическая драма о судьбе эмигрантки «Корона лжи» (1926) (режиссёр Дмитрий Буховецкий), с участием актрисы польского происхождения Полы Негри, была встречена зрителями довольно прохладно, не получив достаточно положительных оценок американской кинокритики.
В следующем 1927 году, выходит целая серия фильмов с участием Вавича, которые позволили ему сделать новый шаг к широкой популярности. Михаил Вавич становится довольно заметен среди звезд Голливуда того времени. Особенно после большого успеха кинокартины «Отель Империал» (1927), также с Полой Негри в главной роли.
Вавич был настоящим любимцем русского Голливуда. В 1929 году создал и возглавил в Лос-Анджелесе «Русский клуб». Активно участвовал в жизни местного русского православного прихода. На его пожертвования были приобретены иконостас и кресты на купол при строительстве и обустройстве храма.
Михаил Вавич скоропостижно скончался от сердечного приступа 5 октября 1930 года за рулём своего автомобиля, на бульваре Сансет в Голливуде. Рядом с Вавичем на пассажирском сидении находился композитор Дмитрий Тёмкин, близкий друг актёра. Ранее, в этот же день, они совместно работали над материалами к фильму «Воскресение» (1931). Кинокартина вышла в прокат 27 января 1931 года и пользовалась большим успехом. Роль, которую готовился исполнить Михаил Вавич сыграл уже другой актёр.

## Семья
Отец артиста князь[уточнить] Иван Вавич вместе со своей супругой Марией вынужден был эмигрировать из Черногории в Россию в поисках «лучшей жизни» вскоре после окончания балканской кампании. Поселившись в Одессе, на юге, чтобы чувствовать себя не слишком далеко от родины. В семье было пятеро детей: две дочери (Валентина и Варвара) и три сына (Григорий, Михаил и Николай). Варвара спустя двадцать лет переехала в Ригу, где вышла замуж за актёра Русской драмы Долохова. Григорий, старший брат, сначала занимался предпринимательством, а затем поступил на дипломатическую службу.:129
С 1914 года Михаил Вавич женат на драматической актрисе Татьяне Павловой. Семейная жизнь Вавича продлилась немногим более года[уточнить]. Его жена обладала таким же, как Вавич, ветреным и легкомысленным нравом (по мнению актёра Мамонта Дальского). «Она до сих пор не верит, что мы вместе и живём как муж с женой, — говорил Вавич. — В сущности, она готова ежедневно опровергать самого меня в этой уверенности…».:132
С целью повидать своих друзей и родственников Вавич в последний раз побывал в Европе летом 1929 года. Проездом на несколько часов он посетил свою сестру Варвару, жившую с семьёй в Риге. Затем отправился в Таллин, чтобы повидать старшего брата Григория (работавшего в торгпредстве СССР в Эстонии)[уточнить] с его супругой Марией и дочкой Татьяной.:135

## Оценки творчества и личности
Быстрая популярность и некоторые особенности исполнительской манеры Михаила Вавича имели не только положительные последствия. Наибольшую роль в успехе молодого певца сыграли его нестандартные природные данные, представлявшие в глазах публики удивительный контраст между голосом и внешностью. Слушая граммофонные записи Вавича, сделанные в 1906—1911 годах, очень трудно связать густой и массивный тембр оперного баса — с фотографией красивого молодого человека 26-30 лет от роду, обладавшего лицом и фигурой, характерными скорее для тенора. Как следствие, артист постоянно эксплуатировал свои природные данные, не приучаясь работать над собой и музыкальным материалом. 
Что ты воешь, вялый Вавич,

Сотрясая головой,

Не любовник, не товарищ,

И не воин, и не вой.

М.Н.Савояров
И если целевая аудитория любителей жестокого романса сметала с прилавков его пластинки, то в среде артистов Вавич нередко становился предметом насмешек. Главным «номером» и здесь стал тот же «жестокий романс» Штейнберга. Почти травестийное по своей карикатурности исполнение низкого баса с преувеличенными проявлениями эмоций очень быстро превратило романс в жестокую пародию на самоё себя. А иронически произнесённый припев «вот, что наделали песни твои» сделался курьёзным жупелом — или синонимом того, что может «наделать» жестокое искусство при «неосмотрительном применении».
Очень скоро появились пародии других артистов, самой известной из которых стала «жёстко-физиологическая» версия романса авторства известного артиста-эксцентрика Михаила Савоярова под тем же названием: «Вот, что наделали песни твои», многократно издававшаяся и имевшая большой успех у публики. Исполняя этот романс, Савояров всячески издевался, имитируя преувеличенные интонации и сценические манеры Вавича. Чуть позже появилась и савояровская пародия на исполнение известного романса «Глаза» (на текст Щепкиной-Куперник). В среде эстрадных артистов имело хождение несколько ядовитых эпиграмм на Михаила Вавича, большая часть которых принадлежала перу его тёзки.
Михаил Вавич был очень общительным и жизнелюбивым человеком, обладая необычайно лёгким и даже легкомысленным характером. Известный актёр Мамонт Дальский в своих записках говорит об этом с предельной определённостью: «В молодости Вавич казался богом легкомыслия, иначе и не могло быть: слишком уж жадным успехом сопровождалась вся его карьера». Примерно в том же тоне вспоминал о нём в своей «Повести о жизни» и знаменитый актёр Николай Монахов:

«…Обаятельный и жизнерадостный красавец Миша Вавич, близкий мне по возрасту, проводил все своё время на ипподроме и у карточного стола. Он по амплуа был любовником только потому, что у него была прекрасная внешность. Но его голос очень мало гармонировал с его амплуа. У него был замечательный бас, который он загубил отсутствием работы над собой как певцом. У него осталось только четыре или пять нот, но таких красивых, бархатных, что ему многое за них прощалось…
Когда Вавичу доставалась характерная роль, он очень хорошо работал. Одной из его удачнейших ролей была роль короля в оперетте „Король веселится“. Затем в „Польской крови“ он прекрасно играл старика, в таких ролях у него было всё безукоризненно сделано, и очень жаль, что Вавича не направляли на такие роли, а делали его любовником…»— Николай Монахов, «Повесть о жизни»
В нескольких фразах своих воспоминаний Николай Монахов опытным взглядом профессионала и прирождённого психолога очень точно высветил основные черты и особенности артистического стиля и личности своего коллеги по артистическому цеху. Ещё более определённо о несценическом характере и образе жизни Вавича высказался известный московский искусствовед и художник Иван Лазаревский. Вспоминая Петербург-Петроград времён своей молодости (1900-е годы), он прямым текстом описывал господствовавшие тогда нравы столичного полусвета, в частности, кругов поклонниц и почитательниц около оперетты и эстрады: «Надо вам сказать, что в былое время представительницы тогдашнего питерского демимонда имели свои клички ― тут были и Надя-Станцуй, и Маня-Форель, и Таня-Блондинка… и Манька-Кудлашка, и Шурка-Зверёк и так далее. Всё это были красивые и по-своему оригинальные женщины». И далее в письме он более подробно остановился на судьбе одной из перечисленных дам, «Маньки-Кудлашки», в центре внимания которой оказался Михаил Вавич:
[значимость факта?]

«…Легкомысленная ― она всегда трунила над своими подругами, которые страдали от своих сердечных увлечений. Но попалась и сама. Она влюбилась как могут влюбиться истерички в гремевшего тогда опереточного артиста-баритона Вавича… Кудлашка была влюблена в Вавича, а тот беспечно брал и её любовь и многое иное более материалистического характера, то есть попросту обирал её. А когда пришло время встретить более богатую поклонницу, то Вавич безжалостно бросил Кудлашку. Женщина не выдержала и отравилась…»— Иван Лазаревский, из письма Эриху Голлербаху

## Публикации и звукозаписи

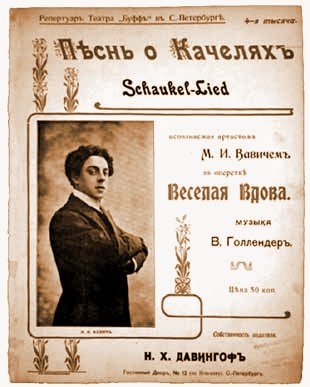
«Песнь о качелях» (музыка В. Голлендер), оперетта «Весёлая вдова». Обложка нот (1906).

Не будет преувеличением сказать, что широкая дореволюционная популярность Михаила Вавича опиралась, прежде всего, на его чрезвычайно активную работу с крупнейшими фирмами грамзаписи, которая началась в 1906 году. После первого же сценического успеха певца стали регулярно приглашать записываться на грампластинки и его имя вскоре сделалось едва ли не синонимом низкого мужского голоса, звучащего из патефонной трубы. Широкую российскую популярность в исполнении Вавича приобрела «Песнь о качелях», впоследствии многократно издававшаяся на граммофонных пластинках и в брошюрах с нотами и фотографией артиста. Любой романс в исполнении Вавича почти гарантированно становился шлягером. После успеха очередного вставного номера Вавича в оперетте Валентинова «Ночь любви» (где он спел под гитару романс «Очи чёрные»), фирма «Пишущий Амур» немедленно организовала запись. Первый тираж был раскуплен за месяц. Будь то знаменитая песня «Колокольчики-бубенчики» Михаила Штейнберга на стихи Скитальца, или же слабо проходной романс «На последнюю пятёрку», короче говоря, почти всё, исполняемое Вавичем, вскоре оказывалось на патефонных пластинках.
По данным журнала «Граммофонный мир» уже к 1910 году Вавич вошёл в тройку самых записываемых артистов Российской империи (после Богемского и Сарматова), число его записей превысило 340 товарных единиц. Одновременно он занял первое место среди певцов, поскольку опередившие его Богемский и Сарматов, исполнявшие в основном, скетчи, мелодекламации и куплеты, относились совсем к другому жанру и типу исполнителей. Несмотря на техническое несовершенство, звукозапись выполнила свою роль. Десятки сохранившихся пластинок Михаила Вавича донесли до наших дней его узнаваемую манеру исполнения и особенного тембра голос, выделявший его среди эстрадных певцов того времени.
Среди опереточных и романсовых записей Михаила Вавича можно назвать следующие:
- Ария Гаэтана (из оперетты Лекока «Рука и сердце») для голоса и фортепиано, С.-Петербург, «Columbia Graphophone Record», 1906 г.
- Ария из оперы Даргомыжского «Русалка», с аккомпанементом оркестра, фирма «Фаворит Рекорд», 1910 г.
- «Белой акации гроздья душистые», романс (слова А.Пугачёва, музыка А.Волина-Вольского), с аккомпанементом фортепиано, Москва, «Пате́», 1909 г.
- «В дверях Эдема ангел нежный», романс (музыка Эрлиха на слова А. С. Пушкина), с аккомпанементом фортепиано, Москва, «Пате́», 1908 г.

- «Вот что наделали песни твои!»: цыганский романс для голоса и фортепиано (музыка М.Штейнберга, слова Z.) оp.121 — эту песню Вавич записывал много раз, пластинки выходили с 1906 по 1914 год (фирмы Купидон-концерт, Пишущий Амур, Парлофон Интернешнел, Патэ, Русское акционерное общество граммофонов (РАОГ) и т. д.
- «Время изменится», романс (музыка и слова Бориса Борисова) с аккомпанементом фортепиано, Москва, Zonophone, 1912 г. (позднее перезаписывалась с фирмой Сирена Рекорд).
- «Глаза» («Ах, я влюблён в одни глаза…»), романс (музыка Александра Виленского, слова Татьяны Щепкиной-Куперник) с аккомпанементом фортепиано, Москва, фирма «Лирофон», 1909 г.

- «Голубка моя, умчимся в края», романс (музыка и слова В.Сорокина) для голоса и фортепиано, Москва, «Пишущий Амур», 1912 г.
- «Грусть и тоска безысходная», «цыганский романс» (музыка и слова Михаила Вавича) для голоса и фортепиано, Москва, Zonophone, 1912 г. (позже романс неоднократно перезаписывался с разными фирмами, включая переиздание уже в советское время «фабрикой пятилетия Октября»).

- «День весь я король», выходная песня из оперетты «Король веселится» (музыка Рудольфа Нельсона, слова Юлиуса Фройнда) с аккомпанементом оркестра, Купидон-концерт, Москва, 1911 г. (перезаписывалась с фирмой Метрополь и Сирена Рекорд).
- «Дремлют плакучие ивы», романс (слова и музыка «барона Б.Б.») с аккомпанементом фортепиано, Москва, фирма «Метрополь рекордс», 1909 г.
- «Если женщина решила» вокальное трио из оперетты Валентина Валентинова «Ночь любви», с аккомпанементом оркестра, исполняют: Вера Шувалова, Николай Монахов, Михаил Вавич, Купидон-концерт, Москва, 1910 г.
- «Завет Христа», романс (музыка Александра Виленского, слова О.Кассау) с аккомпанементом фортепиано, Москва, фирма «Лирофон», 1909 г.
- «Жить у нас в стране опасно», восточная песня из оперетты «Король веселится» (музыка Рудольфа Нельсона, слова Юлиуса Фройнда) с аккомпанементом оркестра, Купидон-концерт, Москва, 1911 г. (позднее перезаписывалась с фирмой Сирена Рекорд).
- «Идль митъ зейнъ фидель» («Маленький еврей со своей скрипкой») на идише (слова и музыка Николая Бравина) с аккомпанементом фортепиано, Москва, фирма «Метрополь рекордс», 1909 г.[36]
- «Как хороши те очи» (музыка Петра Фабинова, слова Нины Дулькевич), русский романс с аккомпанементом фортепиано, Российское Акционерное Общество Граммофонов, 1912 г.
- «Качели» (вставной номер из оперетты «Весёлая вдова») «Тихо и плавно качаясь…» (музыка Виктора Холлендера) с аккомпанементом оркестра, фирма «Бека-Грандъ», 1906 г.
- «Качели» (вставной номер из оперетты «Весёлая вдова») «Ах, в дни чарующей весны…» (музыка Виктора Холлендера, слова Леонарда Пальмского, с аккомпанементом фортепиано, фирма «Дакапо», 1909 г.

- «Когда б я мог, когда б я смел» (музыка Л. Л. Иванова), романс для голоса и фортепиано, фирма «Бека-Гранд», 1907 г. (позже романс многократно перезаписывался с разными фирмами).
- «Колокольчики, бубенчики…» песня для голоса и фортепиано (слова Петрова-Скитальца, музыка М.Штейнберга) оp.164, Купидон-концерт, Москва, 1910 г. (позже романс многократно перезаписывался и переиздавался разными фирмами).
- «Любовь разбойника» (народная песня) с аккомпанементом оркестра, дирижёр Натаниэль Шилкрет, фирма «Виктор», Нью-Йорк, 1923 г.

- «На сопках Маньчжурии» вальс (слова и музыка Ильи Шатрова), для голоса и оркестра, С.-Петербург, «Zonophone», 1910 г. (многократно перезаписывалась с разными фирмами).
- «Наивна мила», вводный (вставной) номер к оперетте Георга Ярно «Король» или «Лесничиха Христель» (музыка Виктора Холлендера) для голоса в сопровождении оркестра, Купидон-концерт, С.-Петербург, 1910 г.
- «Не развеять мне грусти», цыганский романс (музыка и слова Анатолия Шмитгофа) для голоса и фортепиано, Купидон-концерт, С.-Петербург, 1908 г.
- «Нет, нет не говори» (музыка Александра Виленского, слова Николая Северского), цыганский романс для голоса и фортепиано, С.-Петербург, фирма «Ангел-Концерт», 1906 г.
- «Ночи безумные», цыганский романс (музыка Якова Пригожего) для голоса и фортепиано, Купидон-концерт, С.-Петербург, 1908 г. (позже романс перезаписывался с разными фимрмами).
- «Ночные тени», романс (Николая Зубова) для голоса и фортепиано, Купидон-концерт, С.-Петербург, 1908 г.
- «Оковы любви», цыганский романс (музыка и слова В.Радомского) для голоса и фортепиано, фирма «Сирена Гранд Рекорд», 1912 г.
- «Отойди», цыганский романс (музыка Александра Давыдова, слова Александра Бешенцова) для голоса и фортепиано, фирмы «Дакапо», «Люксофон», 1909 г.
- «Очи чёрные», цыганский романс (слова Евгения Гребёнки, музыка Флориана Германа и Адальджизо Феррариса) для голоса и фортепиано, Купидон-концерт, С.-Петербург, 1908 г. (переиздавалась во времена НЭПа).
- «Пара гнедых», цыганский романс (музыка и слова Сергея Донаурова совместно с Яковом Пригожим по мотивам стихотворения Апухтина) для голоса и фортепиано, Купидон-концерт, С.-Петербург, 1908 г. (позже романс многократно перезаписывался с разными фирмами).
- Песенка Мефистофеля о золотом тельце («Le veau d’or…») из второго акта оперы «Фауст» Шарля Гуно, с аккомпанементом оркестра, фирма «Фаворит Рекорд», 1910 г.
- «Песенка с тромбоном» (Yip-I-Addy-I-Ay) из оперетты Ивана Кариля «Мисс Гиббс»; с аккомпанементом оркестра, Москва, Музтрест, 1912 г. (позже романс неоднократно перезаписывался и переиздавался разными фирмами).
- «Пожалей же меня» (музыка Николая Бакалейникова), романс для голоса и фортепиано, фирма «Бека-Гранд», 1907 г.
- «Пожалеть-то я могу», романс (музыка и слова Александра Чернявского), с аккомпанементом фортепиано, Российское Акционерное Общество Граммофонов, 1912 г.
- «По старой Калужской дороге», народная песня (аранжировка Александра Заремы) с аккомпанементом фортепиано, С.-Петербург, фирма «Монарх (Купидон)», 1911 г.
- «Последний нынешний денёчек», цыганская песня, дуэт для двух голосов и фортепиано (М. И. Вавич и М. В. Михайлов), фирма «Бека-Гранд», 1907 г.
- «Расстались мы», цыганский романс (музыка и слова Марии Шиловской) для голоса и фортепиано, Москва, фирма «Пишущий Амур», 1910 г.
- «Тихо, так тихо», цыганский романс для голоса и фортепиано (музыка Перотти), С.-Петербург, «Columbia Graphophone Record», 1906 г. (позже романс перезаписывался с другими фирмами).
- «То Гуго всё штуки» (выходная песенка Гуго) куплеты из оперетты бельгийского композитора Ивана Кариля «Мисс Гиббс»; с аккомпанементом оркестра, Москва, Zonophone, 1910 г. (позже романс неоднократно перезаписывался и переиздавался разными фирмами).
- «Тройка» («…Вот мчится тройка почтовая»), народная песня; с аккомпанементом фортепиано, Москва, «Пате́», 1908 г.
- «Тырмана, тырмана», цыганский романс (авторство неизвестно) для голоса и фортепиано, фирма «Сирена Гранд Рекорд», 1912 г.
- «У самых нежных слов нет сил», романс (музыка Поля Жюльена Дельме на слова Владимира Мятлева) для голоса и фортепиано, фирма «Сирена Гранд Рекорд», 1912 г.
- «Улетела пташечка», народная песня (музыка Александра Гурилёва), с аккомпанементом фортепиано, Москва, «Пате́», 1908 г.

- «Утро туманное», романс (музыка Эраста Абазы, слова Ивана Тургенева) для голоса и фортепиано, Купидон-концерт, С.-Петербург, 1908 г.
- «Уходи», романс (Николая Зубова) для голоса и фортепиано, фирма «Сирена Гранд Рекорд», 1912 г.
- «Хочешь что ли, моя радость?» («Нет, нет, нет, я не хочу…»), романс (музыка Петра Булахова, слова Петра Мещерского), с аккомпанементом фортепиано, Российское Акционерное Общество Граммофонов, 1912 г.
- «Хризантемы», романс (музыка и слова баронессы Александры Радошевской), с аккомпанементом фортепиано, Москва, фирма «Лирофон», 1909 г.
- «Что болит, где болит», песня (музыка Сартинского на слова Бея) с аккомпанементом фортепиано, Москва, фирма «Метрополь рекордс», 1909 г.
- «Я помню день», романс (музыка и слова Бориса Борисова) с аккомпанементом фортепиано, Москва, фирма «Пишущий Амур», 1910 г. (переиздавалась во времена НЭПа со старыми этикетками).
- «Я помню ночь», романс (музыка и слова М. А. Леонидова) с аккомпанементом фортепиано, Москва, фирма «Пате́», 1909 г.
- «Яблочко» (русская народная песня) с аккомпанементом оркестра, дирижёр Натаниэль Шилкрет, фирма «Виктор», Нью-Йорк, 1923 г.

## Фильмография

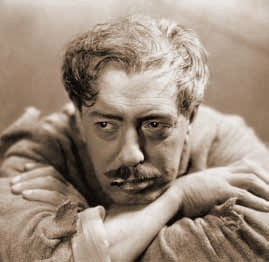
Михаил Вавич в фильме «Венера из Венеции», 1925 год

- 1913 — «Цыганские романсы» (попытка экранизации оперетты «Цыганские песни в лицах») — (цыган Серко) главная роль[15]
- 1915 — «Вот, что наделали песни твои!..» по одноимённому романсу Михаила Штейнберга — (Андрей шарманщик) главная роль, Т. Павлова (Саша)[15]
- 1916 — «Если [ты] хочешь цепей и насилий, то полюби» — (Глинский) главная роль, Т. Павлова (Елена Простова)[15]
- 1916 — «Женщина, о которой не стоит говорить» — (артист Барановский), Т. Павлова (Наташа)[15][37]
- 1917 — «Вы просите песен, их нет у меня» (по одноимённому романсу Саши Макарова) — главные роли М. Вавич, Т. Павлова[15]
- 1925 — «Лебедь» — полковник Вундерлих
- 1925 — «Граустарк» — капитан Квиннокс
- 1926 — «Полуночное солнце» — адъютант герцога
- 1926 — «Корона лжи» (фильм утрачен) — Ворски
- 1926 — «Моя официальная жена» — комендант
- 1926 — «На третьей степени» — Клинтон (шеф детективов)
- 1927 — «Дьявольская танцовщица» — Хасс
- 1927 — «Голубь» — Гомес
- 1927 — «Два аравийских рыцаря» — эмир
- 1927 — «Гаучо» — первый лейтенант
- 1927 — «Дьявольский танцор» — Хассим
- 1927 — «Отель Империал» — Табакович
- 1927 — «Венера Венеции» — Марко
- 1928 — «Вор в темноте» — профессор Ксено
- 1928 — «Славная Бетси» — капитан Сен-Пьер
- 1928 — «Спорная женщина» — отец Роше
- 1929 — «Божественная леди» — король Фердинанд
- 1929 — «Мост короля Людовика Святого» — вице-король
- 1929 — «Волчья песня» — Дон Соломон Салазар
- 1930 — «Военная медсестра» — врач
- 1930 — «К чёрту женщин» — Морлофф
- 1930 — «Певец Севильи» — импресарио Лапонко
- 1930 — «Казённый дом» — заключённый (в титрах не указан)